# Знамя коммунизма (газета, Красный Луч)
«Знамя коммунизма» — газета, выходившая в городе Красный Луч Луганской области УССР в советское время.

## История
Издание местной газеты в посёлке Криндачёвка началось 1 сентября 1920 года.
В конце декабря 1920 года посёлок был переименован в Красный Луч.
В 1926 году посёлок получил статус города областного подчинения, после чего издание получило статус городской газеты. С 10 сентября 1930 года газета начала выходить под названием «Сталинский забойщик».
В ходе Великой Отечественной войны в октябре 1941 года части РККА остановили наступающие немецкие войска на реке Миус в шести километрах от города, начались оборонительные бои, которые приняли ожесточённый характер, Красный Луч подвергался артиллерийским обстрелам и воздушным бомбардировкам. 18 июня 1942 года немецкие войска оккупировали город. В период оккупации газета не издавалась.
1 сентября 1943 года части 51-й армии Южного фронта освободили город и началось его восстановление.
Издание газеты было возобновлено, в послевоенное время она являлась официальным печатным органом Краснолучского городского комитета коммунистической партии Украины, а также городского и районного Советов депутатов трудящихся.
В период с начала 1950 до начала 1959 года тираж газеты составлял 5 000 экземпляров (в это время она выходила на четырёх полосах 42-сантиметрового формата и стоила 15 копеек), в 1959 году тираж увеличился с 5000 до 7100 экземпляров (в этом же году появился специальный выпуск). При этом в период с 15 мая 1956 года до 21 июня 1959 года включительно она называлась «Луч», а в дальнейшем выходила под названием «Знамя коммунизма».
В 1960 году тираж увеличился с 8900 до 11000 экземпляров. 
В 1976 году тираж газеты составлял 35431 экземпляров, в 1977 году - 36000 экземпляров, в 1978 году - 35900 экземпляров, в 1979 году - 36300 экземпляров, в 1980 году - 36863 экземпляров.
В 1986 и 1987 годы тираж газеты составлял 37 000 экземпляров, в 1988 году — 37500 экземпляров, в 1989 году - 37550 экземпляров, в 1990 году — 41 282 экземпляра.

## Награды
- газета была награждена Почётной грамотой Президиума Верховного Совета УССР.